# Mandarin Oriental Hotel Group
Mandarin Oriental Hotel Group Limited (文華東方酒店) — гонконгская группа, управляющая сетью люксовых отелей, а также морскими курортами, спа-центрами и жилыми комплексами по всему миру. Входит в состав многоотраслевого конгломерата Jardine Matheson. Основана в 1963 году, штаб-квартира расположена в Гонконге, находится под руководством британской семьи Кесвик (президентом является Саймон Кесвик, брат миллионера Джона Чиппендайла Кесвика).
Mandarin Oriental управляет 29 отелями и 8 жилыми комплексами, 11 ресторанов сети имеют мишленовские звёзды. Компания-учредитель Mandarin Oriental International Limited зарегистрирована на Бермудских островах, имеет листинг на Лондонской бирже, Сингапурской бирже и Бермудской фондовой бирже. 

## История
В 1963 году в Гонконге открылся первый отель группы — The Mandarin (на тот момент он являлся самым высоким зданием на острове), а в 1973 году второй — The Excelsior. В 1974 году новосозданная компания Mandarin International Hotels приобрела в Бангкоке 49 % долю в фешенебельном отеле The Oriental, что ознаменовало собой выход на внешние рынки. 
В 1985 году два известных бренда объединились в единую Mandarin Oriental Hotel Group. В 1987 году акции компании начали котироваться на Гонконгской фондовой бирже, а Mandarin Oriental вышла на североамериканский рынок, открыв отель в Сан-Франциско. В середине 1990-х годов компания приобрела отель в Лондоне.
В 2000 году Mandarin Oriental приобрела гостиничную сеть Rafael Group, что увеличило число её отелей с 14 до 20. В 2003 году открылся отель в Нью-Йорке, в 2004 году — в Вашингтоне, в 2005 году — в Гонконге (The Landmark Mandarin Oriental) и Токио, в 2011 году — в Париже, в 2013 году — в Гуанчжоу и Шанхае.
В 2020 году из-за карантина, введённого в связи с пандемией COVID-19, Mandarin Oriental Hotel Group понесла значительные убытки.

## Структура

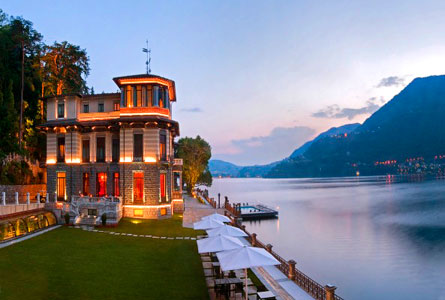
Mandarin Oriental Lago di Como

В Азиатско-Тихоокеанском регионе отели сети расположены в городах Гонконг (Mandarin Oriental Hong Kong и The Landmark Mandarin Oriental), Макао (Mandarin Oriental Macau), Гуанчжоу (Mandarin Oriental Guangzhou), Шэньчжэнь (Mandarin Oriental Shenzhen), Санья (Mandarin Oriental Sanya), Шанхай (Mandarin Oriental Pudong), Пекин (Mandarin Oriental Wangfujing), Тайбэй (Mandarin Oriental Taipei), Токио (Mandarin Oriental Tokyo), Бангкок (Mandarin Oriental Bangkok), Куала-Лумпур (Mandarin Oriental Kuala Lumpur), Сингапур (Mandarin Oriental Singapore) и Джакарта (Mandarin Oriental Jakarta).
В Америке отели Mandarin Oriental Hotel Group расположены в городах Бостон (Mandarin Oriental Boston), Нью-Йорк (Mandarin Oriental New York), Вашингтон (Mandarin Oriental Washington DC), Майами (Mandarin Oriental Miami), Сантьяго (Mandarin Oriental Santiago) и на острове Кануан (Mandarin Oriental Canouan).
В Европе отели сети расположены в городах Мадрид (Mandarin Oriental Ritz), Барселона (Mandarin Oriental Barcelona), Лондон (Mandarin Oriental Hyde Park), Париж (Mandarin Oriental Paris), Женева (Mandarin Oriental Geneva), Милан (Mandarin Oriental Milan), Блевио (Mandarin Oriental Lago di Como), Мюнхен (Mandarin Oriental Munich), Прага (Mandarin Oriental Prague), Стамбул (Mandarin Oriental Bosphorus) и Бодрум (Mandarin Oriental Bodrum).
На Ближнем Востоке и в Африке отели сети расположены в городах Абу-Даби (Emirates Palace), Дубай (Mandarin Oriental Jumeira), Доха (Mandarin Oriental Doha), Эр-Рияд (Al Faisaliah Hotel) и Марракеш (Mandarin Oriental Marrakech).

## Галерея

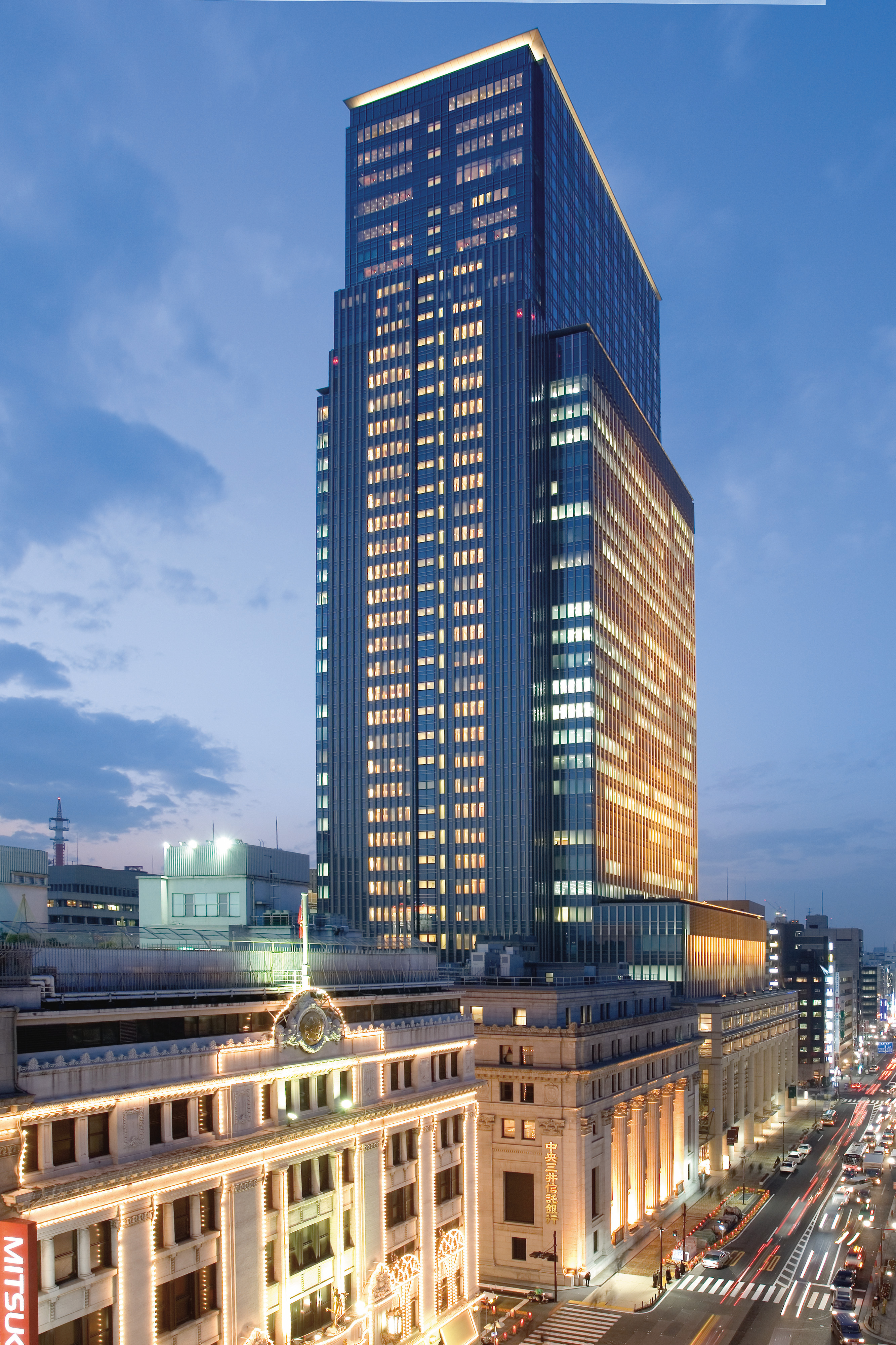
Токио
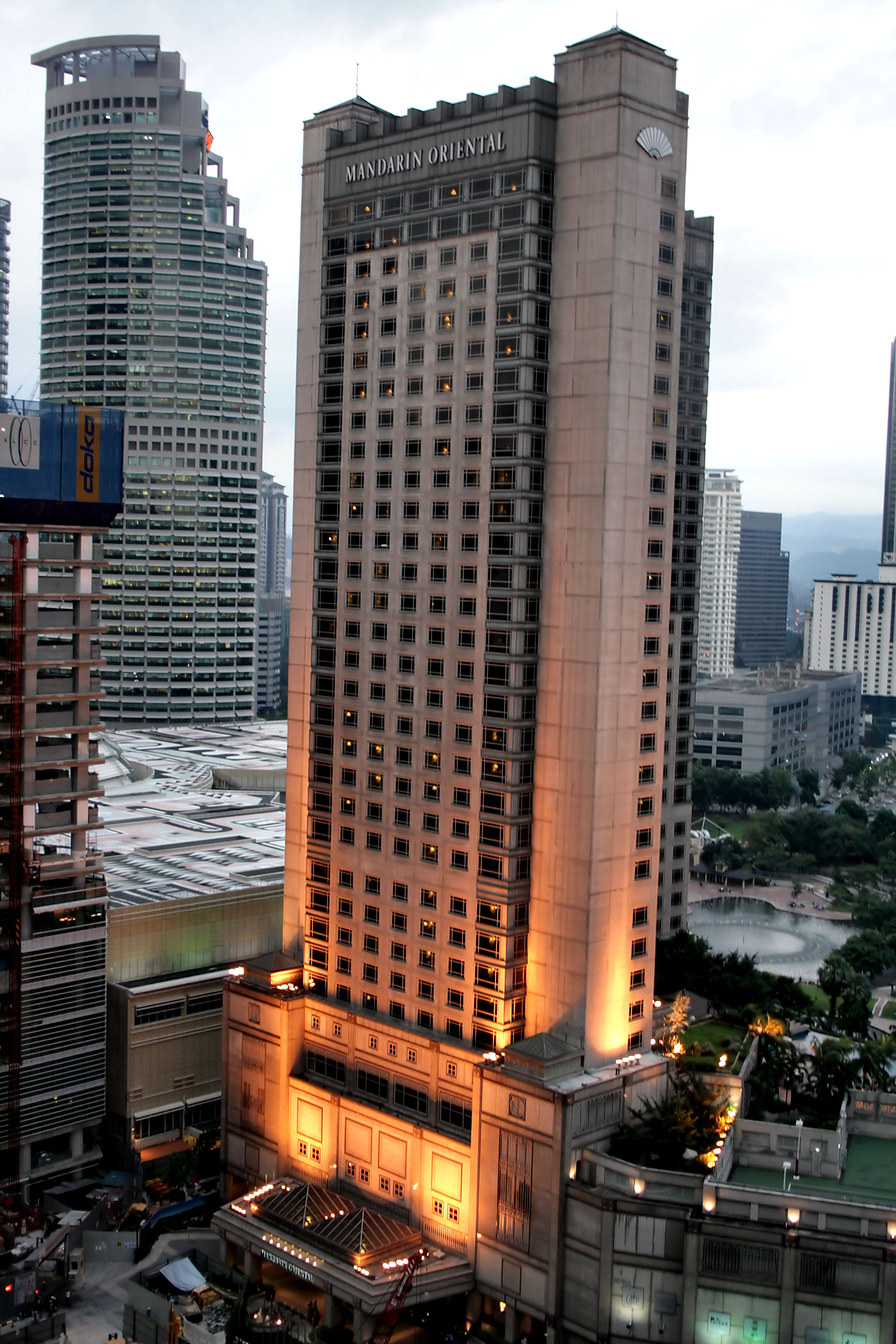
Куала-Лумпур
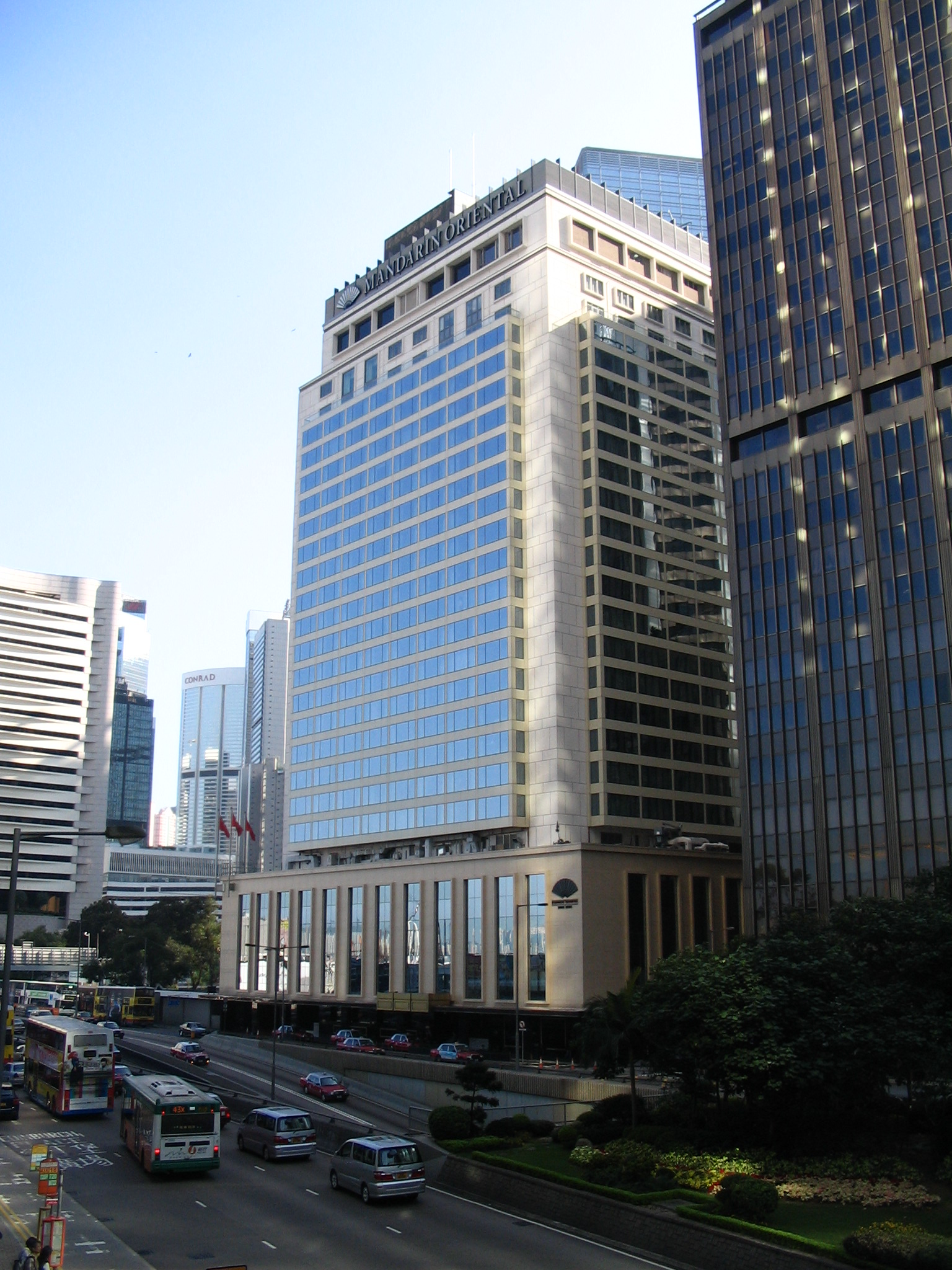
Гонконг
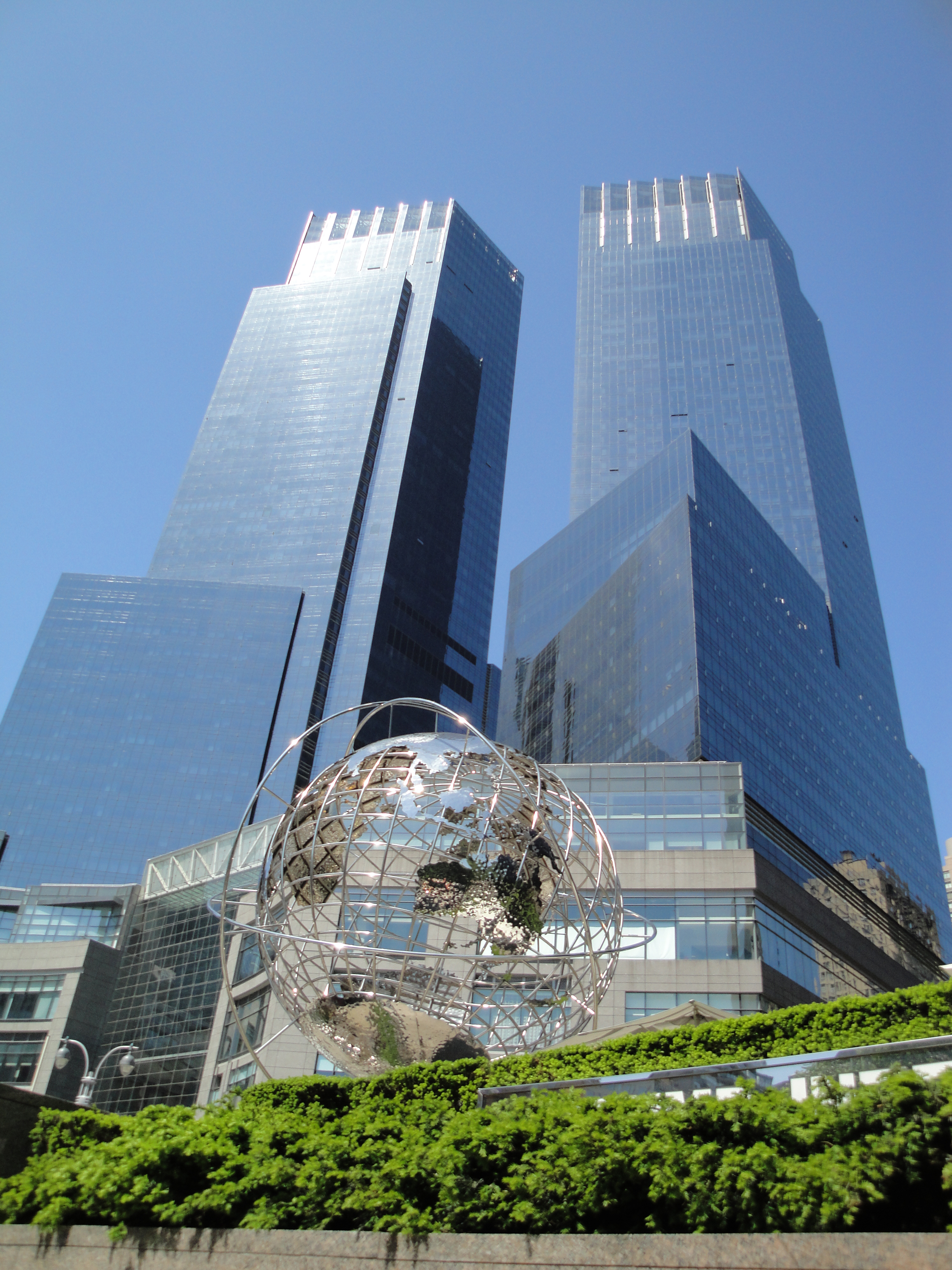
Нью-Йорк
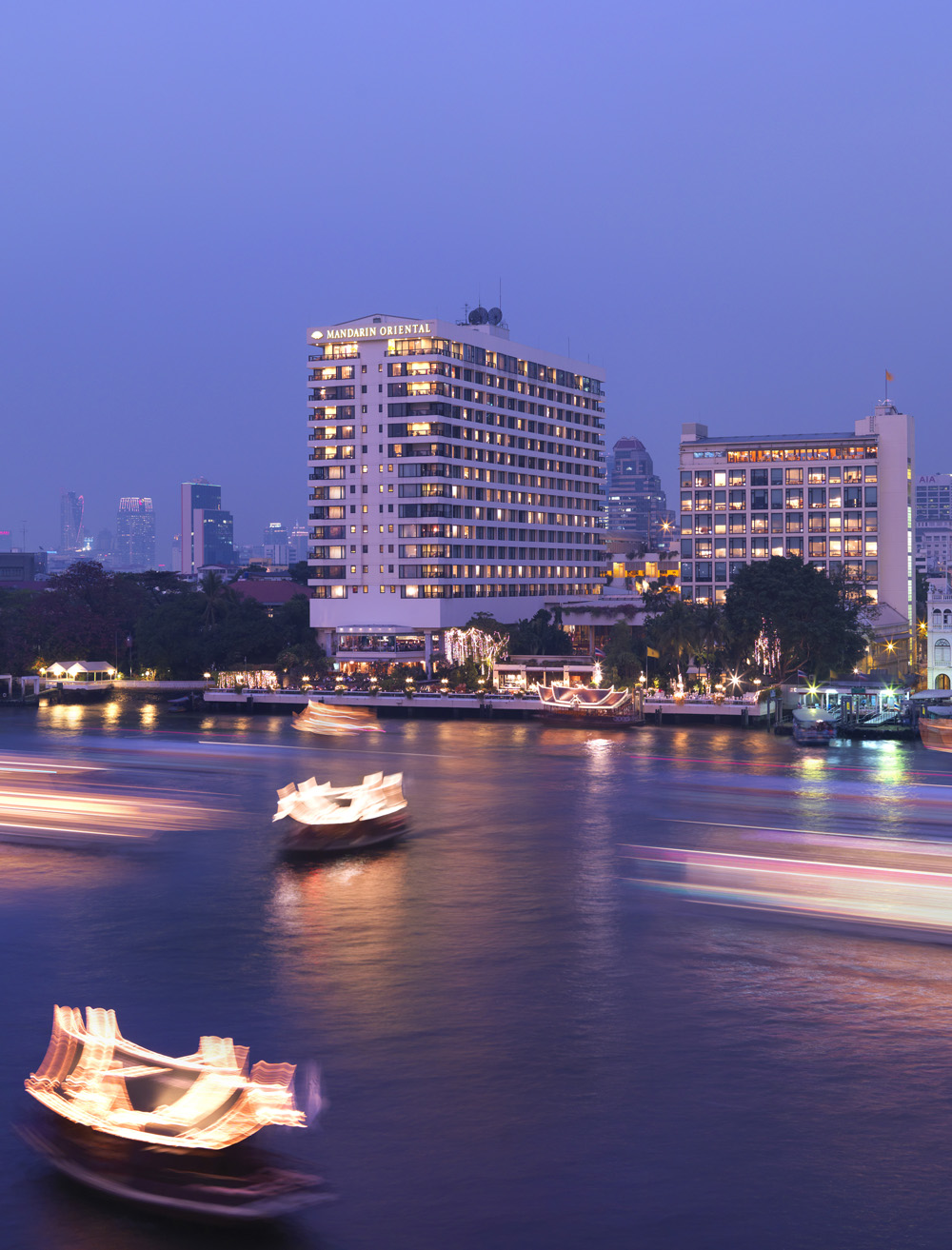
Бангкок
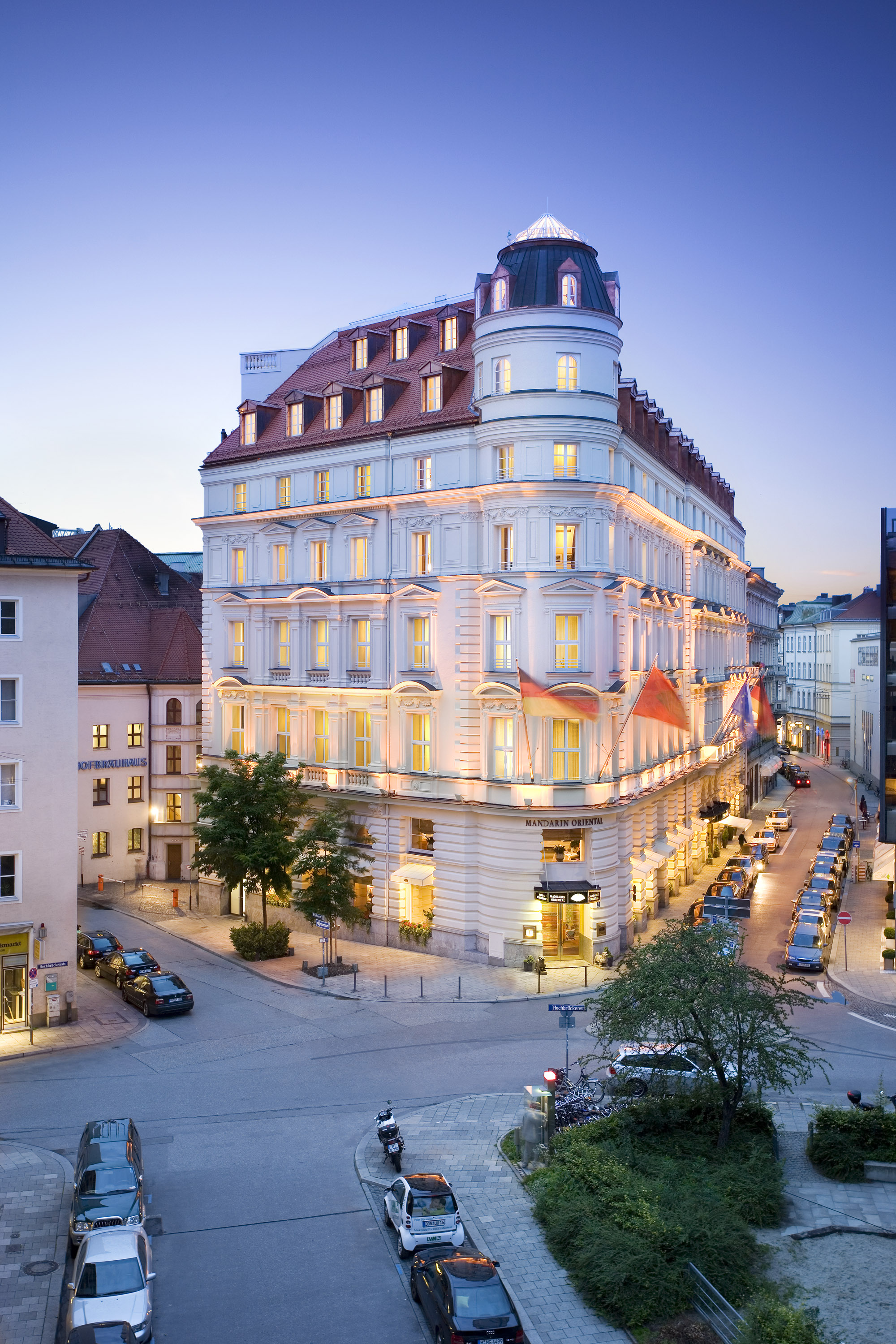
Мюнхен

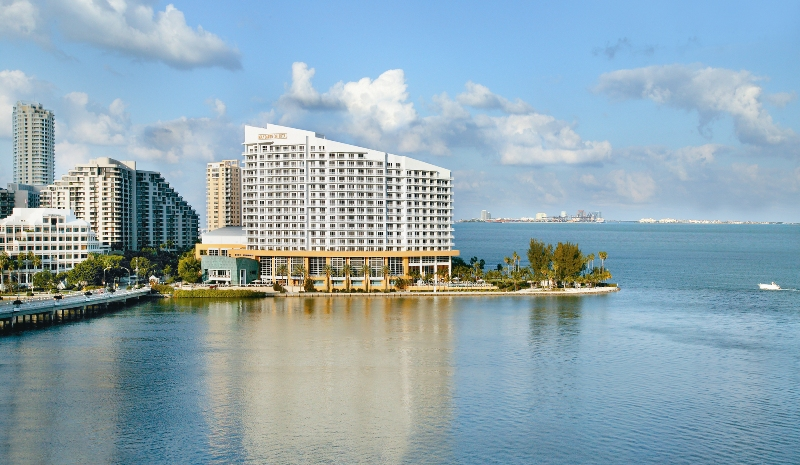
Майами
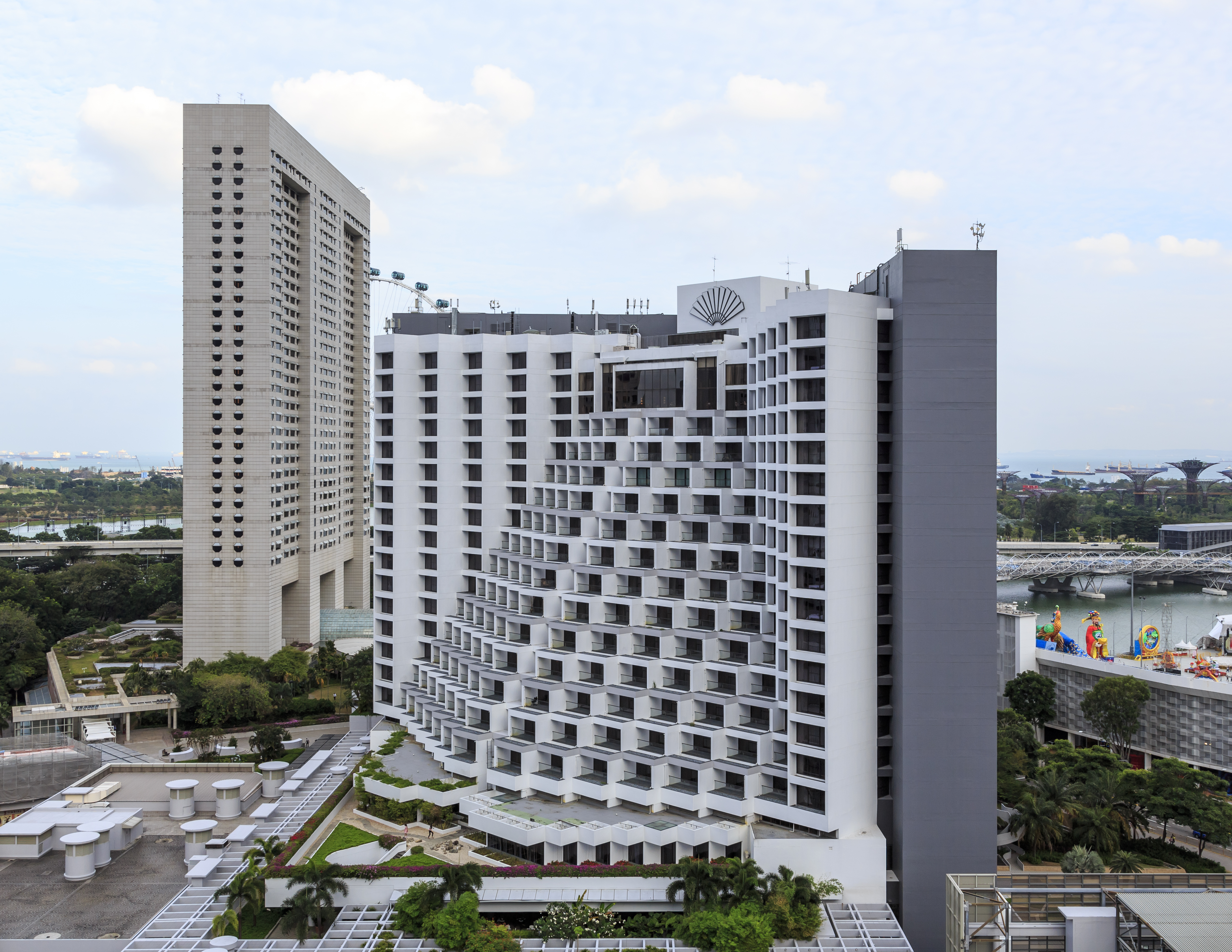
Сингапур
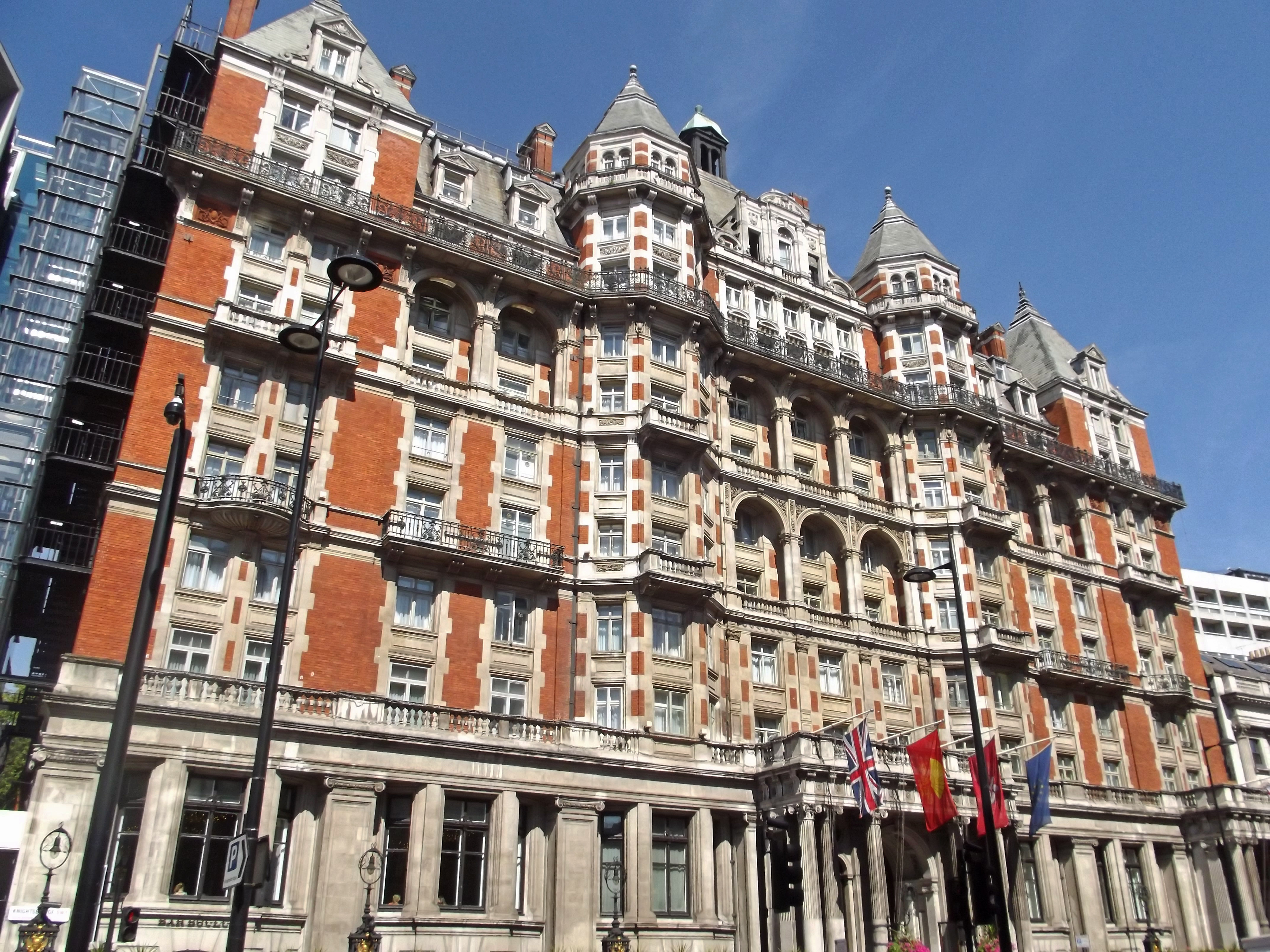
Лондон
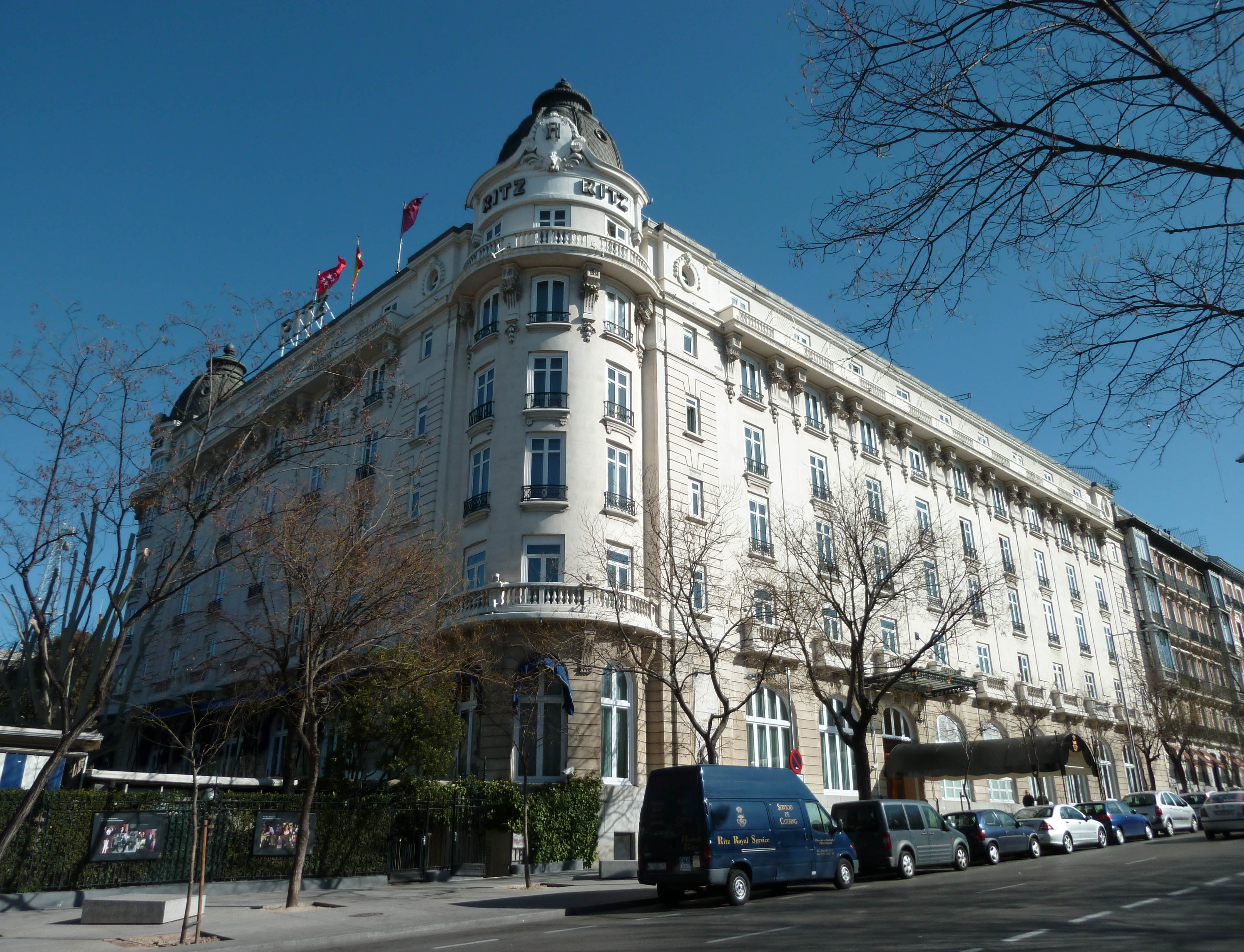
Мадрид
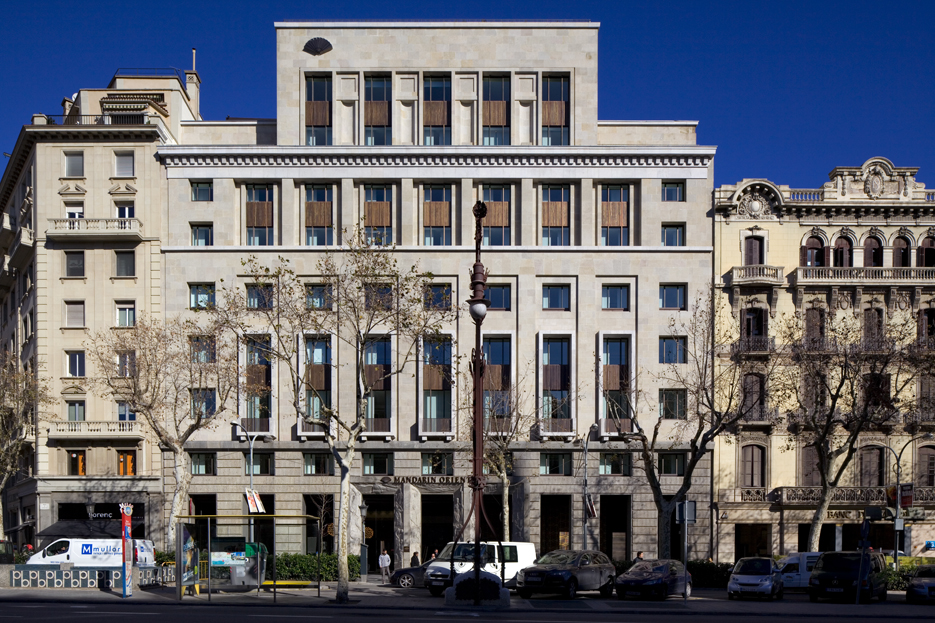
Барселона
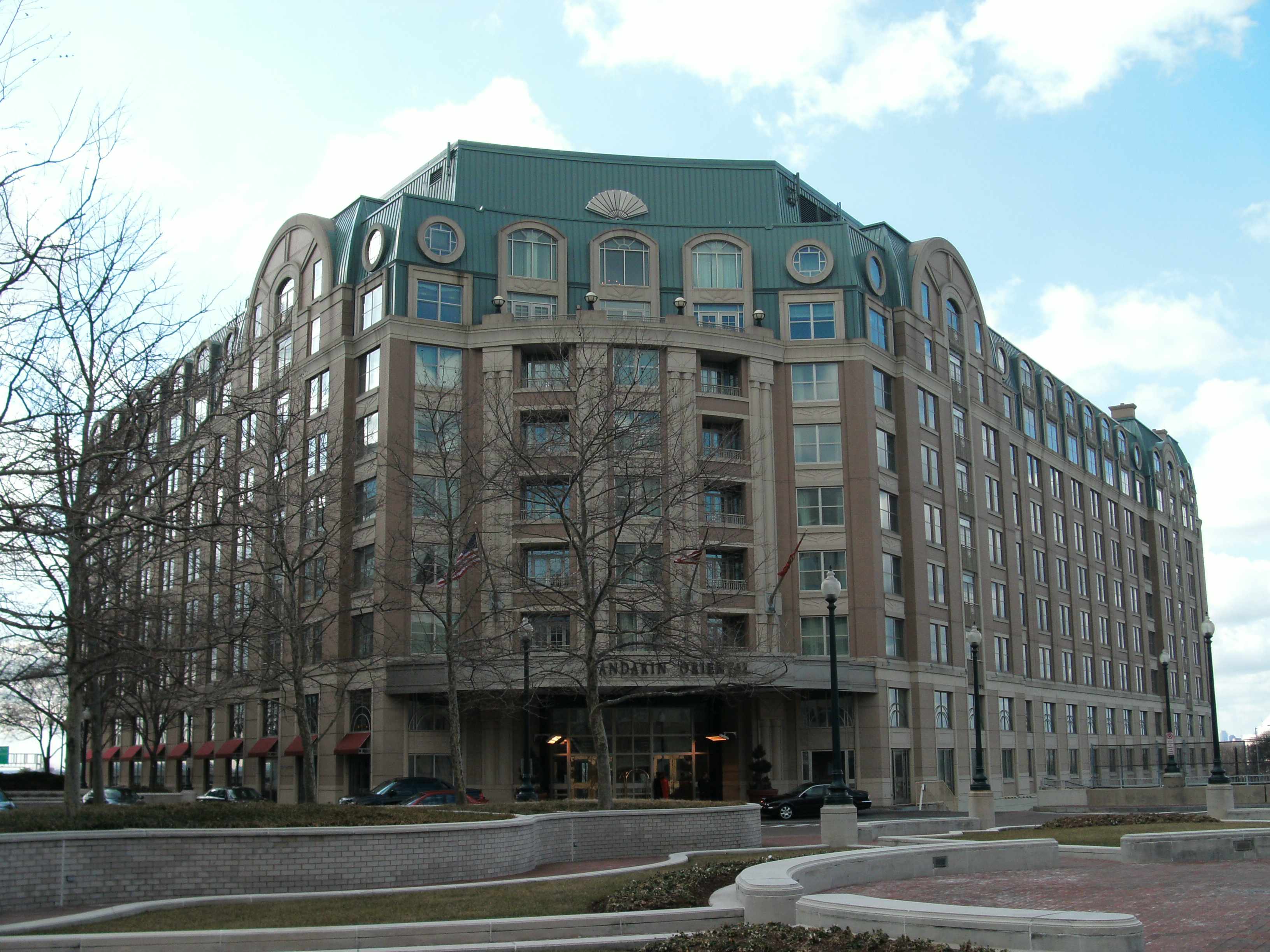
Вашингтон